# 亞歷山德里夫卡 (克拉馬托爾斯克市鎮)
亚历山德里夫卡（烏克蘭語：Олександрівка），是烏克蘭東部頓涅茨克州克拉马托尔斯克区克拉马托尔斯克市镇内的市級鎮。該鎮距離克拉馬托爾斯克13公里，面積0.38平方公里，海拔高度92米，2013年人口419，人口密度每平方公里1,102.63人。